# Fimbristylis manilaliana
Fimbristylis manilaliana är en halvgräsart som beskrevs av Ethirajalu Govindarajalu. Fimbristylis manilaliana ingår i släktet Fimbristylis och familjen halvgräs. Inga underarter finns listade i Catalogue of Life.